# Свободный штат Миннехаха
Свободный штат Миннехаха — автономная зона, которая была создана эко-анархистами, и стала первой и самой длительной акцией против строительства дороги в США.
В 1998 году Министерство штата Миннесота решило проложить шоссе через парк в Минеаполисе, в месте слияния двух рек Миннесота и Миссисипи. Этот маршрут уничтожил бы этот район с его старыми деревьями, уникальной экосистемой дубовой саванны, а также местами, которые являются священными для коренных американцев. Активисты коренных народов вместе с движением американских индейцев и Mendota Mdewakanton Dakota Community (племя Мдевакантоны) собрались вместе, чтобы работать вместе с белым населением и экологами из радикальной экологической организации «Earth First!»? остановить строительство. 
Результатом их деятельности стало создание Свободного штата Миннехаха. На полтора года сотни людей заняли землю, чтобы помешать правительству построить шоссе. В это время штат посетили тысячи американцев, которые поддерживали движение, а также наслаждались местной природой.
Однако государство было готово во что бы то ни стало освободить территорию, несмотря на многочисленные протесты.
Чтобы очистить территорию, 600 представителей правоохранительных органов в 4.30 утра 20 декабря 1998 года атаковали территорию. Полиция начала использовать слезоточивый газ, 33 человек были арестованы, 20 из них получили меры строгого заключения, 3-е из них были несовершеннолетними. Людей преследовали, пытали, отправляли в больницу и избивали до полусмерти. Многих протестующих пытали перцовой аэрозолью. Медиа были заблокированы стеной полицейских, и имеются многочисленные сообщения о жестокости полиции.
Во время рейда различные священные предметы сообщества Mendota были уничтожены. Священный огонь был потушен, а это в свою очередь нарушение федеральных законов, которые защищают Индейские религиозные методы самовыражения. Домик, где на протяжении последних 4-х месяцев оккупации проводили многочисленные церемонии, был сожжен. Губернатор Карлсон присутствовал во время сожжения и не препятствовал происходящему.
В конце концов деревья были вырублены и государство построило шоссе, но протестующие добились сохранения Холодного родника, являющимся священным для коренного населения этой местности и важной частью местной водной системы.